# Maladera weigeli
Maladera weigeli är en skalbaggsart som beskrevs av Ahrens 2004. Maladera weigeli ingår i släktet Maladera och familjen Melolonthidae. Inga underarter finns listade i Catalogue of Life.